# Mort Nathan
Mort Nathan – amerykański scenarzysta oraz producent filmowy i telewizyjny, rzadziej reżyser. Dwukrotny laureat nagrody Emmy za produkcję i scenariusz do serialu Złotka (The Golden Girls).

## Filmografia (wybór)

### Scenarzysta
- 2008: Hrysa koritsia
- 2007: Bag Boy
- 2002: Statek miłości (Boat Trip)
- 1996: Kręglogłowi (Kingpin)
- 1995: Platypus Man
- 1990: Anna
- 1985–1989: Złotka (The Golden Girls)
- 1983–1985: Benson

### Reżyser
- 2007: Bag Boy
- 2006: Wieczny student 2 (Van Wilder 2: The Rise of Taj)
- 2002: Statek miłości (Boat Trip)